# Bjuvs församling
Bjuvs församling är en församling i Luggude-Åsbo kontrakt i Lunds stift. Församlingen ligger i Bjuvs kommun i Skåne län och utgör ett eget pastorat.

## Administrativ historik
Församlingen har medeltida ursprung.
Församlingen var till 1967 annexförsamling i pastoratet Norra Vram och Bjuv som från 1962 även omfattade Risekatslösa församling. Från 1967 var församlingen moderförsamling i pastoratet Bjuv, Norra Vram och Risekaslösa. Församlingen införlivade 2006 Norra Vrams församling och Risekatslösa församling och utgör sedan dess ett eget pastorat.

## Kyrkor

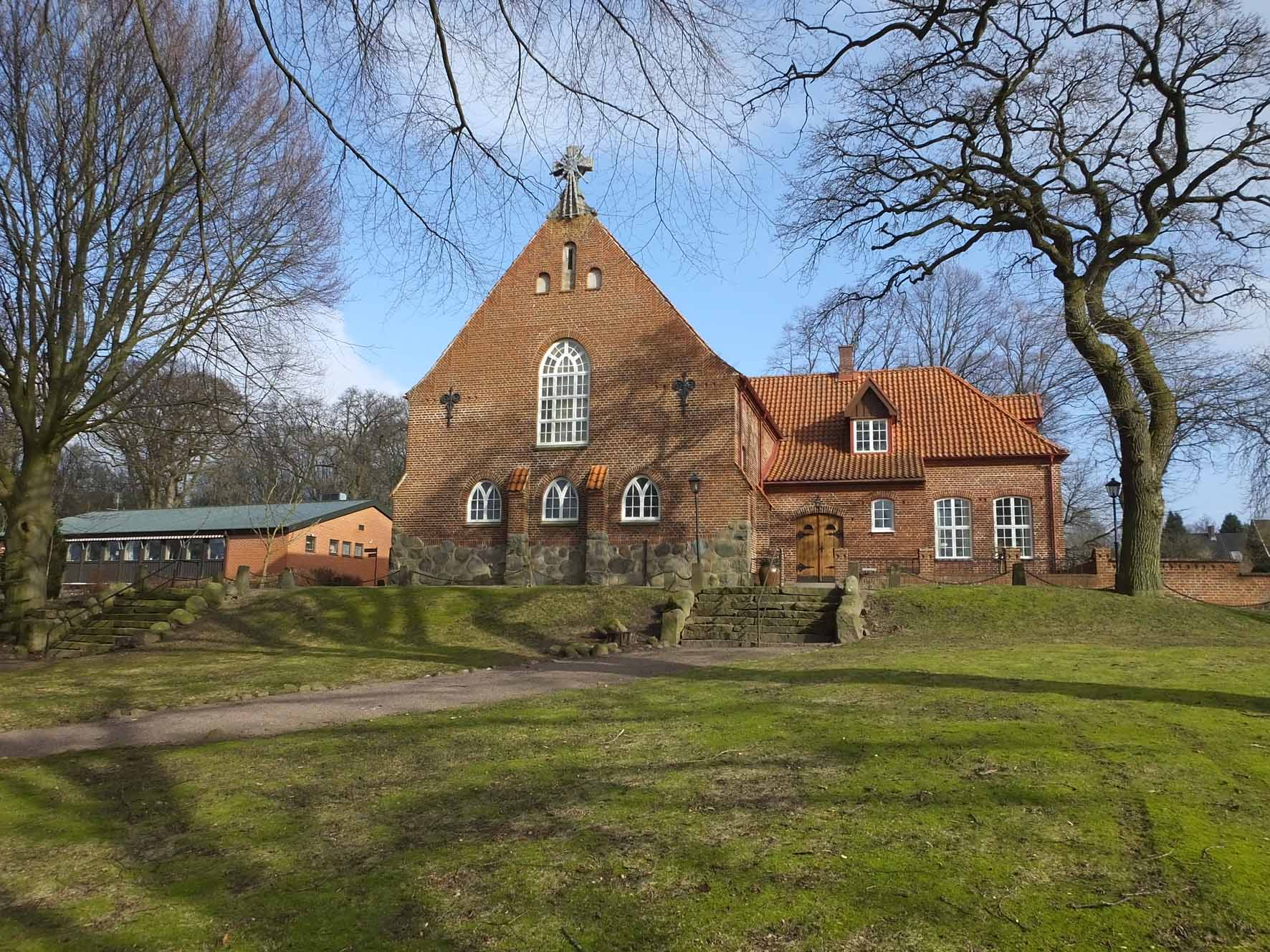
Billesholms kyrka
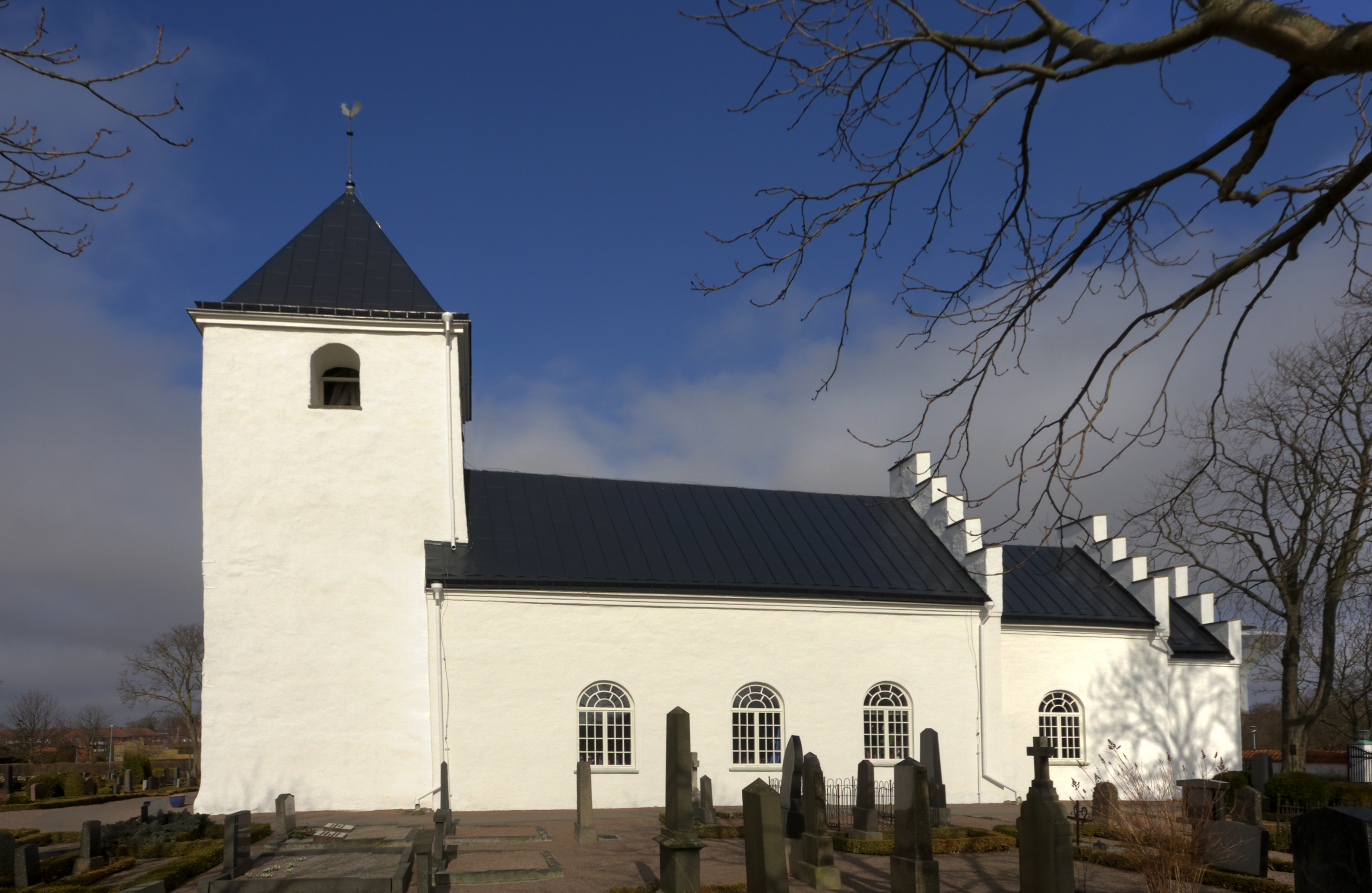
Bjuvs kyrka
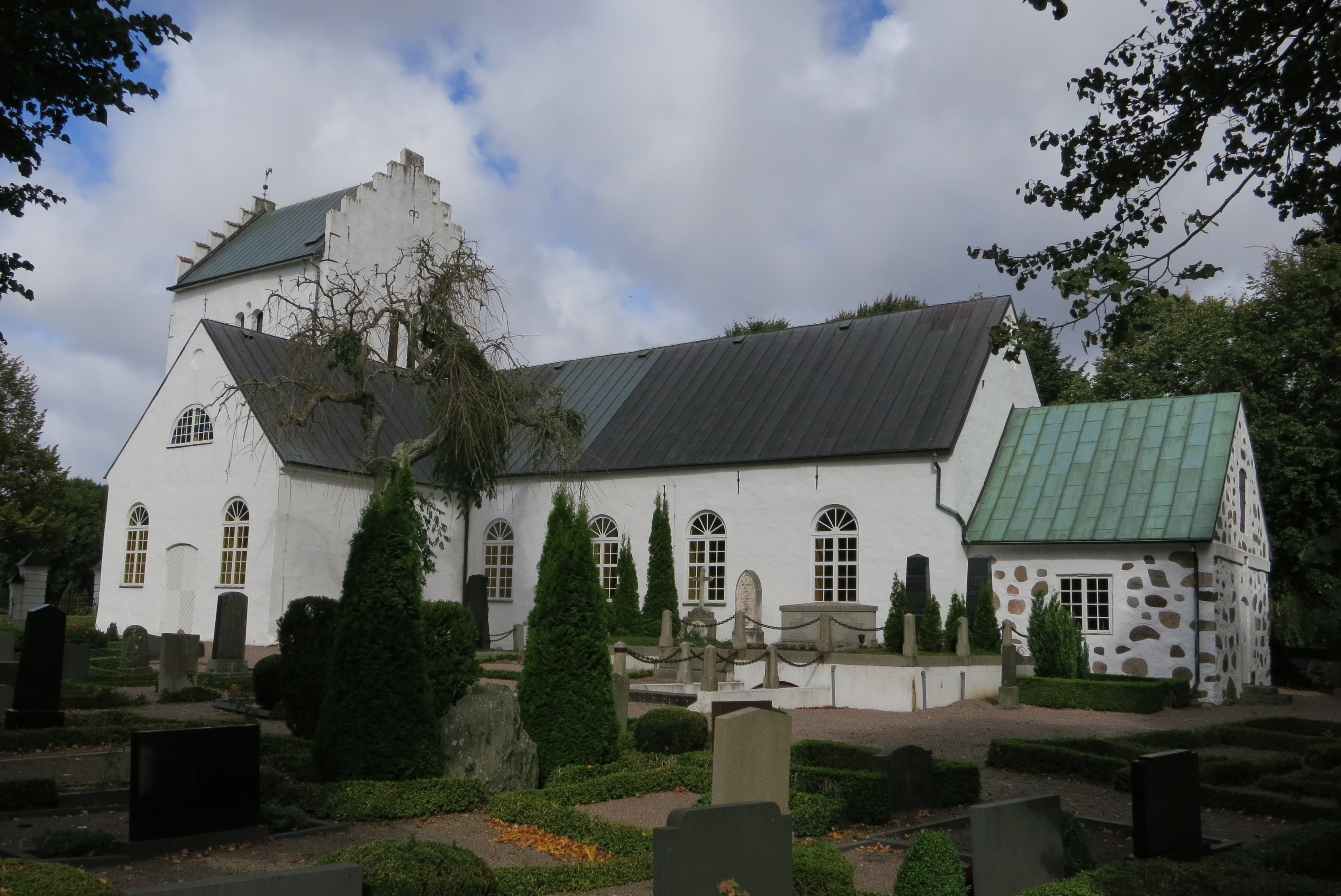
Norra Vrams kyrka
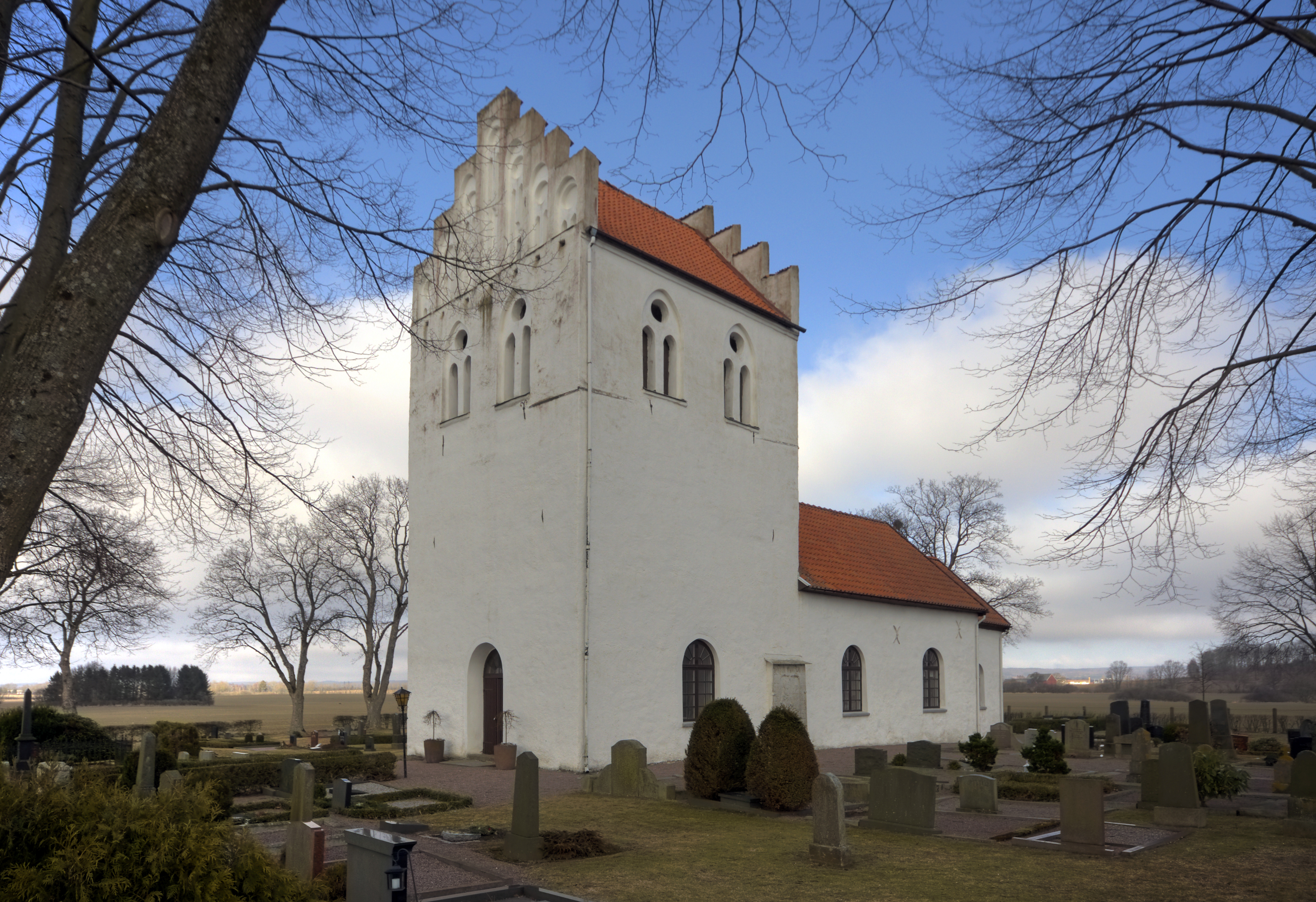
Risekatslösa kyrka